# Holger Meins
Holger Klaus Meins (* 26. Oktober 1941 in Hamburg-Eimsbüttel; † 9. November 1974 in Wittlich) war ein deutscher Terrorist der Rote Armee Fraktion (RAF). Der vorherige Filmemacher starb 1974 in der Haft an den Folgen eines Hungerstreiks.

## Leben

### Jugend, Filmstudium, Politisierung
Holger Meins war Sohn des Hamburger Kaufmanns Wilhelm Julius Meins (1907–1986). Er war Pfadfinder in der CPD-Hamburg und nahm am Jamboree 1957 in Sutton Coldfield teil. Im Januar 1962 bestand Holger Meins das Abitur am Gymnasium für Jungen in Hamburg-St. Georg. Danach studierte er an der Hochschule für bildende Künste Hamburg (HfbK). 1964 wirkte er am Bühnenbild des „Theater im Zimmer“ mit. Im Herbst desselben Jahres verließ Meins Hamburg, begann ein Volontariat bei den RIVA-Fernsehstudios in Unterföhring und wurde Kameraassistent bei der Münchner ARPA-Film. 1966 brach er sein Kunststudium ab und wechselte zur neu gegründeten Deutschen Film- und Fernsehakademie (dffb) in Berlin. Während seines dortigen Studiums realisierte Meins mehrere Kurzfilme und arbeitete auch an Filmen anderer mit – gelegentlich als Darsteller, vor allem aber als Kameramann. Zunächst drehte er den „präzis und einfühlsam fotografierte[n]“ Dokumentarfilm Oskar Langenfeld. 12 Mal im Stil des Direct Cinema, der die alltäglichen Überlebensstrategien eines tuberkulosekranken Obdachlosen beobachtet.
Im selben Jahr nahm Meins erstmals an einer Demonstration des SDS gegen den Vietnamkrieg teil. Er war auch bei der Demonstration am 2. Juni 1967 in West-Berlin gegen den Schah von Persien dabei, bei der Benno Ohnesorg erschossen wurde. An der folgenden Radikalisierung der Studentenschaft beteiligte sich auch Holger Meins.
Am 1. Februar 1968 zeigte er auf einer Protestveranstaltung an der TU Berlin, dem von Horst Mahler mitorganisierten „Springertribunal“, den dreiminütigen Dokumentarfilm Wie baue ich einen Molotow-Cocktail? Der Film wurde zunächst anonym vorgeführt und kursierte bei diversen Teach-ins und in der Kommune 1. Meins’ Urheberschaft gilt heute als gesichert. Die Bauanleitung wurde Régis Debrays Guerilla-Anleitung Revolution in der Revolution? entnommen. Im Film wird der Zusammenbau der Brandflasche genauestens dokumentiert. Am Ende
wird eine Flasche in ein Autowrack geworfen, während im Hintergrund das Verlagshaus der Axel Springer AG erscheint. Um den Film, dessen Originalfassung als verschollen gilt, entwickelte sich ein „Mythos“.
Weil Meins wegen des Molotow-Cocktail-Films einen Strafprozess erwartete, fuhren er und sein Kommilitone Günter Peter Straschek Anfang 1968 nach München, wo gerade die Hochschule für Fernsehen und Film (HFF) eröffnet worden war. Kein HFF-Dozent erklärte sich bereit, den Film als abstraktes, nicht zur Gewaltanwendung aufrufendes Kunstwerk zu deklarieren.
Im Mai beteiligte sich Meins an der Besetzung der Deutschen Film- und Fernsehakademie (dffb). Deswegen wurden er und 15 weitere, darunter Hartmut Bitomsky und Harun Farocki, am 27. November 1968 vom Studium ausgeschlossen. Diese Entscheidung wurde am 11. November 1969 gerichtlich aufgehoben, und Meins wurde mitsamt seinen Kommilitonen zur dffb wiederzugelassen.

### Mitgliedschaft in der Rote Armee Fraktion

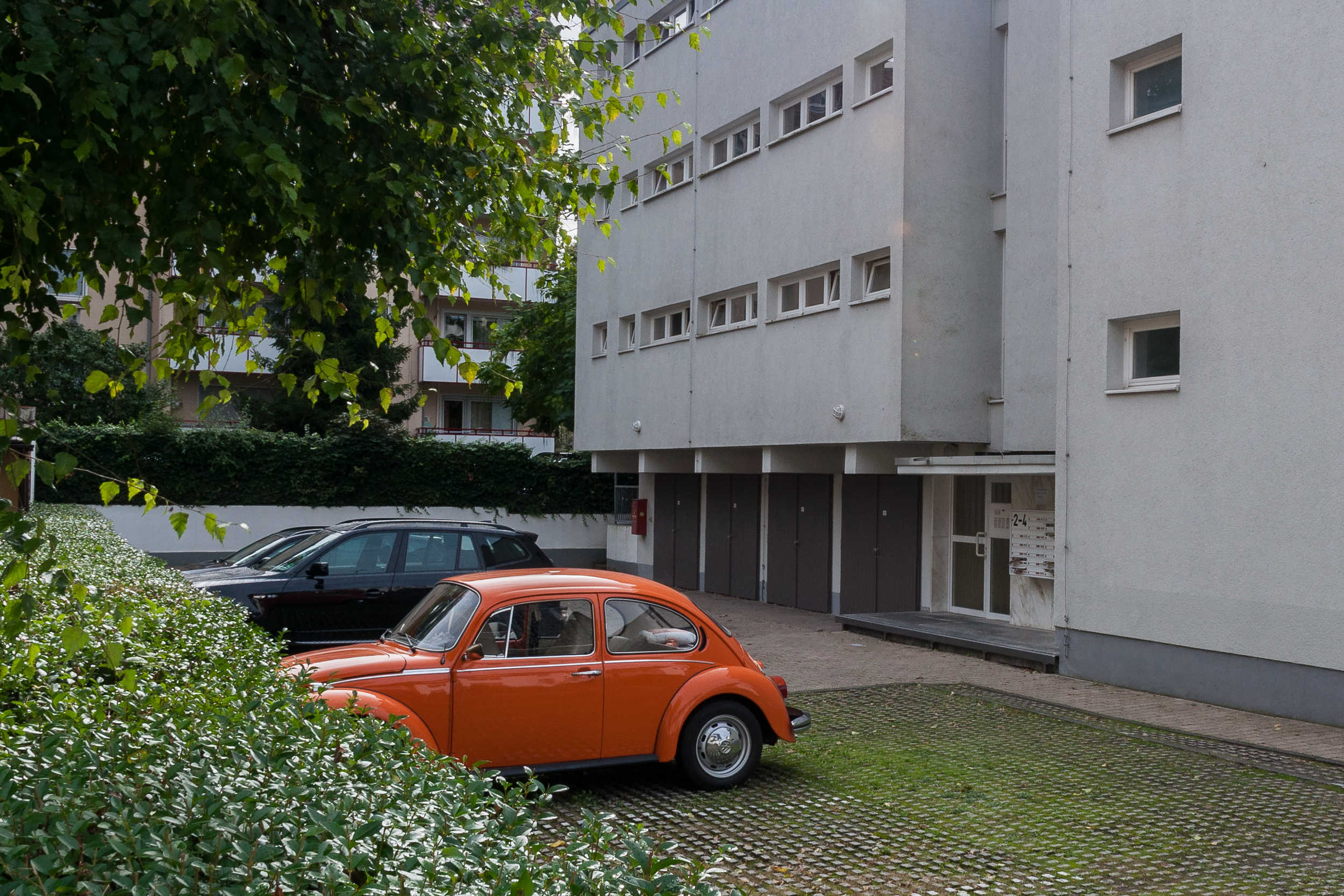
Meins, Raspe und Baader wurden am 1. Juni 1972 vor diesem Apartmenthaus im Hofeckweg 2–4 in Frankfurt am Main festgenommen

Im September 1969 zog Meins in die Kommune 1 in Berlin ein. Er arbeitete an der Untergrund-Zeitung Agit 883 mit und setzte in deren Ausgabe 62 den Abdruck des RAF-Gründungsaufrufes durch. Bekannt ist auch seine Gestaltung eines Plakats unter dem Titel Freiheit für alle Gefangenen, das mit einer Eierhandgranate und Patronenhülsen sowie den Namen internationaler Guerilla- und Befreiungsbewegungen wie Vietcong, Tupamaros und Black Panther eine Blume stilisierte. Für den Druck dieses Plakats wurde der Schriftsteller Peter-Paul Zahl 1972 wegen Öffentlicher Aufforderung zu Straftaten zu einem halben Jahr Haft auf Bewährung verurteilt. Am 14. August 1970 wurde Meins unter dem Verdacht der Beteiligung an einem Sprengstoffanschlag auf einen Polizeiwagen verhaftet, nach einem Monat Untersuchungshaft in Berlin-Moabit wieder freigelassen. Ralf Reinders hatte sein Auto ausgeliehen und den Anschlag begangen.
Im Oktober 1970 schloss sich Meins unter dem Decknamen „Rolf“ (später Starbuck, nach dem Steuermann der Pequod in Moby Dick) der Rote Armee Fraktion an und tauchte unter. Ihm wurde später vorgeworfen, sich an Anschlägen auf US-amerikanische Einrichtungen in Frankfurt am Main und Heidelberg im Zuge der Mai-Offensive beteiligt zu haben. Am 1. Juni 1972 wurde Meins zusammen mit Andreas Baader und Jan-Carl Raspe nach einer Schießerei in Frankfurt am Main verhaftet und sodann nach eigenen Angaben von der Polizei misshandelt. Zunächst war Meins in Bochum, später in Koblenz und zuletzt in Wittlich inhaftiert.
Als geflügeltes Wort fand die oft mit Meins verbundene Formulierung „Entweder du bist ein Teil des Problems oder du bist ein Teil der Lösung“ Eingang in den deutschen Sprachschatz. Der Satz steht in einem Brief vom 5. Juni 1974, in dem sich Meins über „die Waffe Mensch“ äußert. Im Originalzusammenhang heißt es:

„die PRAXIS, die, indem sie einen klaren trennungsstrich zwischen sich und dem feind zieht, am schärfsten bekämpft werden wird. die praxis, die nichts anderes erwartet als erbitterte feindschaft. – das SETZT VORAUS, sich über SEINE EIGENE MOTIVATION IM KLAREN ZU SEIN, sicher zu sein, dass bild-zeitungs-methoden bei einem nicht mehr verfangen, DIE GANZE SCHEISSE, dass einen die nicht trifft. entweder du bist ein teil des problems oder du bist ein teil der lösung. DAZWISCHEN GIBT ES NICHTS. so einfach und doch so schwer.“

Tatsächlich stammt die Formulierung aus dem Englischen und erreichte Meins vermutlich als Zitat aus einer Rede des amerikanischen Aktivisten Eldridge Cleaver. Sie war allerdings schon seit 1937 verschiedentlich gedruckt zu finden gewesen.

### Hungerstreik und Tod

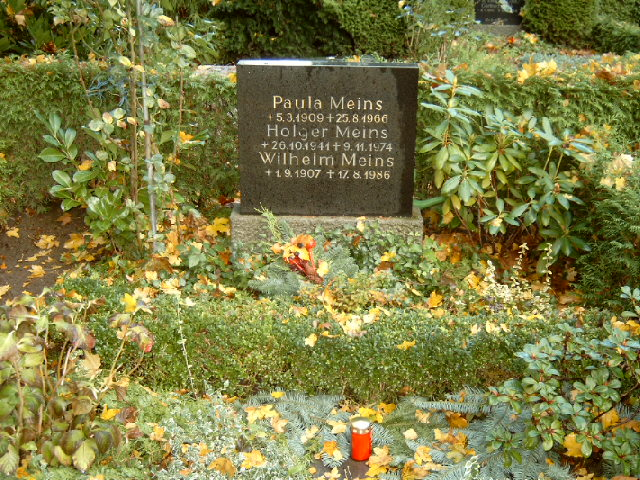
Grabstätte von Holger Meins

Im Januar 1973 ging Meins aus Protest gegen die Haftbedingungen zusammen mit anderen Gefangenen zum ersten Mal in den Hungerstreik. Die RAF-Gefangenen wollten zusammengelegt werden und beanspruchten den Status als Kriegsgefangene. Im Mai folgte ein zweiter Hungerstreik, bei dem Meins erstmals zwangsweise künstlich ernährt wurde. Nach sieben Wochen brachen die Gefangenen ihren Hungerstreik ab. Den dritten Hungerstreik begann Meins am 13. September 1974. Als er am Samstag, dem 9. November 1974, von seinem Anwalt Siegfried Haag in der Justizvollzugsanstalt Wittlich besucht wurde, wog er bei einer Größe von 1,83 Metern nur noch 39 kg. Haag informierte den für Meins’ Haftsituation hauptverantwortlichen Richter Theodor Prinzing über dessen kritischen Zustand und forderte die Zulassung eines Vertrauensarztes, da sich der Anstaltsarzt im Wochenende befand. Dies lehnte Prinzing ab; wenige Stunden später starb Holger Meins. Er war während seines 58 Tage andauernden Hungerstreiks künstlich ernährt worden; der Gefängnisarzt hatte in den letzten zwei Wochen jedoch täglich nur 400 bis 800, in den letzten vier Tagen nur 400 Kilokalorien verabreichen lassen. Holger Meins war nach Petra Schelm, die am 15. Juli 1971 bei einem Schusswechsel mit der Polizei erschossen worden war, der zweite Tote der RAF, der erste unter den RAF-Häftlingen.

## Filmografie
- 1966: Subjektitüde (Ton)
- 1966: Klammer auf, Klammer zu (Ton)
- 1966: Riffi (Kamera)
- 1966: Anfangszeiten (Kollektivfilm Filmklasse Ramsbott Hochschule für bildende Künste Hamburg)
- 1967: Silvo (Ton)
- 1967: Die Worte des Vorsitzenden (Kamera)
- 1967: Oskar Langenfeld. 12 Mal (Kurzfilm; Regie) - online auf der Website der dffb
- 1968: Farbtest – Rote Fahne (Darsteller) - online auf der Website der dffb
- 1968: Wie baue ich einen Molotow-Cocktail? (Kurzfilm; Regie; verschollen, es existiert eine Rekonstruktion)

Der Dokumentarfilm Eine deutsche Jugend (2015) zeigt einige Ausschnitte aus Holger Meins filmischen Werken.

## Nachleben
Meins wurde am 18. November 1974 im Familiengrab in Hamburg-Stellingen beerdigt, zur Beerdigung kamen über 5000 Menschen. Rudi Dutschke rief dabei direkt vor dem Grab, vor laufenden Kameras und mit erhobener Faust: „Holger, der Kampf geht weiter!“ Deswegen angegriffen, schrieb er bald darauf im Spiegel, er habe sich damit keineswegs mit den Aktionen von RAF und Bewegung 2. Juni solidarisieren wollen. Den einen Tag nach dem Tod von Holger Meins von der Bewegung 2. Juni verübten Mord am Präsidenten des Berliner Kammergerichts, Günter von Drenkmann, bezeichnete Dutschke als „in der reaktionären deutschen Tradition“ stehend. Es sei ihm vielmehr um den Kampf für menschenwürdige Haftbedingungen gegangen. Ob dies als Solidarisierung mit der RAF zu verstehen war, ist umstritten. Spiegel-Herausgeber Rudolf Augstein kritisierte Dutschke.
Nach dem Tod von Meins gab es einerseits Drohungen, die Leiche aus dem Grab zu holen und aufzuhängen. Linke Gruppen sprachen andererseits von „Mord“. Der damalige RAF-Anwalt Otto Schily sprach von einer „Hinrichtung auf Raten“. In mehreren Städten kam es zu Demonstrationen mit bis zu 10.000 Teilnehmern. Den Behörden wurde eine Mitschuld am Tod des Gefangenen vorgeworfen.
Meins’ „Märtyrertod“ wurde, betrachtet als Beweis der staatlichen „Vernichtungshaft“, zu einem zentralen Element der Kommunikationsstrategie der RAF und sorgte für Solidarisierung und Mobilisierung unter Linken. So betrachtete ihn die damals das Gymnasium besuchende spätere Leitfigur der dritten RAF-Generation, Birgit Hogefeld, als „eine der zentralen Weichenstellungen“ ihres Lebens: „Das Bild des toten Holger Meins werden die meisten, die es kennen, ihr Leben lang nicht vergessen, sicher auch deshalb, weil dieser ausgemergelte Mensch so viel Ähnlichkeit mit KZ-Häftlingen, mit den Toten von Auschwitz hat.“ Diese Reaktion war laut Gerd Koenen „genau die, die durch das Arrangement produziert werden sollte und in den Texten der Gefangenen souffliert worden war.“ Das Bild wurde in der linken Szene und in Auslandsmedien verbreitet und von den RAF-Anwälten Kurt Groenewold und Klaus Croissant als Argument verwendet, ihre Mandanten würden wie Holocaustopfer behandelt. Wolfgang Kraushaar betont die sakrale Dimension des Fotos des toten Meins, das auch im Stern abgedruckt wurde. Es habe an die Selbstaufopferung Christi erinnert und sei abgedruckt in großen Transparenten bei Demonstrationen wie eine Monstranz vorangetragen worden. Für die zweite RAF-Generation habe es eine „Initialfunktion“ besessen.
Jean-Marie Straub und Danièle Huillet, die zum Zeitpunkt des Todes von Holger Meins gerade ihren Film Moses und Aron – eine Verfilmung der gleichnamigen Oper von Arnold Schönberg – fertigstellten, entschieden sich spontan, ihrem Film die Widmung „Für Holger Meins“ voranzustellen. Die Filmemacher waren mit ihm persönlich aus seiner Berliner Studienzeit bekannt. Im deutschen Fernsehen durfte die Verfilmung nur ohne diese Widmung ausgestrahlt werden.
Die zwei Morde der Geiselnahme von Stockholm im April 1975 wurde von sechs RAF-Terroristen verübt, die sich „Kommando Holger Meins“ nannten.

## Filme
- Renate Sami: Es stirbt allerdings ein jeder, fragt sich nur wie und wie Du gelebt hast (Holger Meins) (1976) mit zahlreichen Freunden und Kommilitonen, mit denen Holger Meins an der Deutschen Film- und Fernsehakademie (dffb) gearbeitet hatte, unter anderem Harun Farocki, Helke Sander, Hartmut Bitomsky, Gerd Conradt und Günter Peter Straschek.[21]
- Gerd Conradt: 1982: Über Holger Meins – Ein Versuch, unsere Sicht heute und 2001 Starbuck – Holger Meins. Ein Porträt als Zeitbild